# Overstroming van de Gele Rivier (1938)

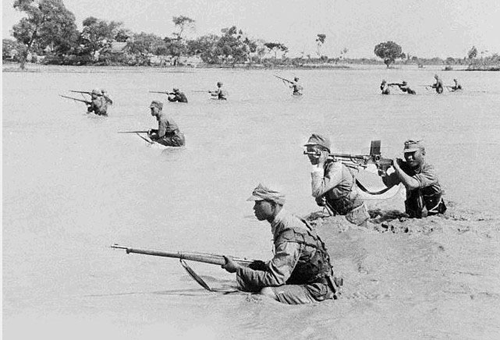
Soldaten van het Nationaal Revolutionair Leger vechten in het overstroomde gebied van de Gele Rivier

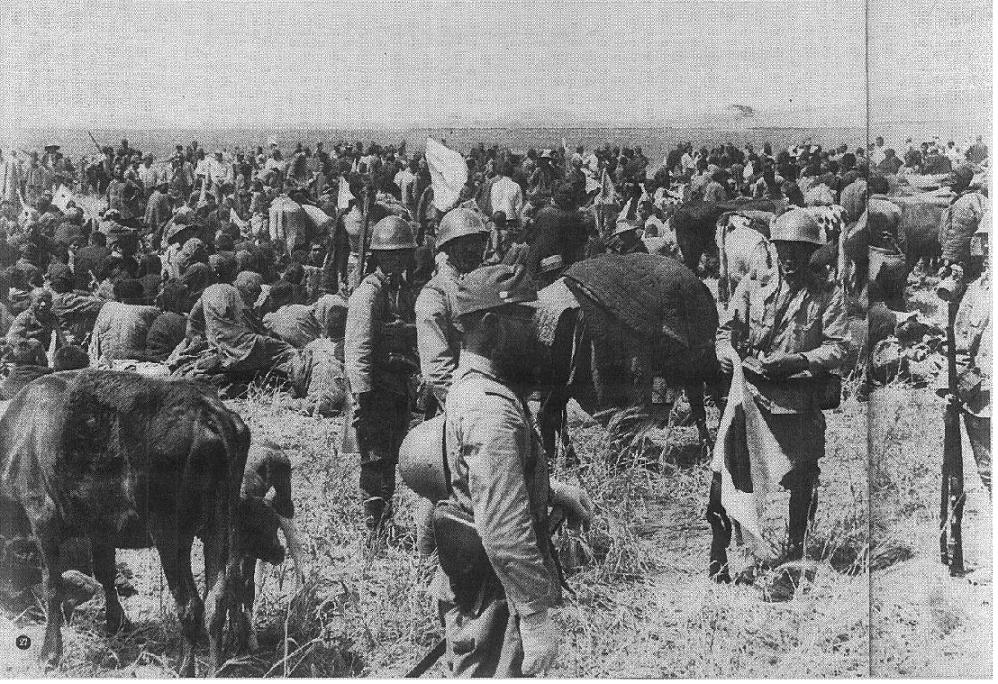
Vluchtelingen van de overstroming

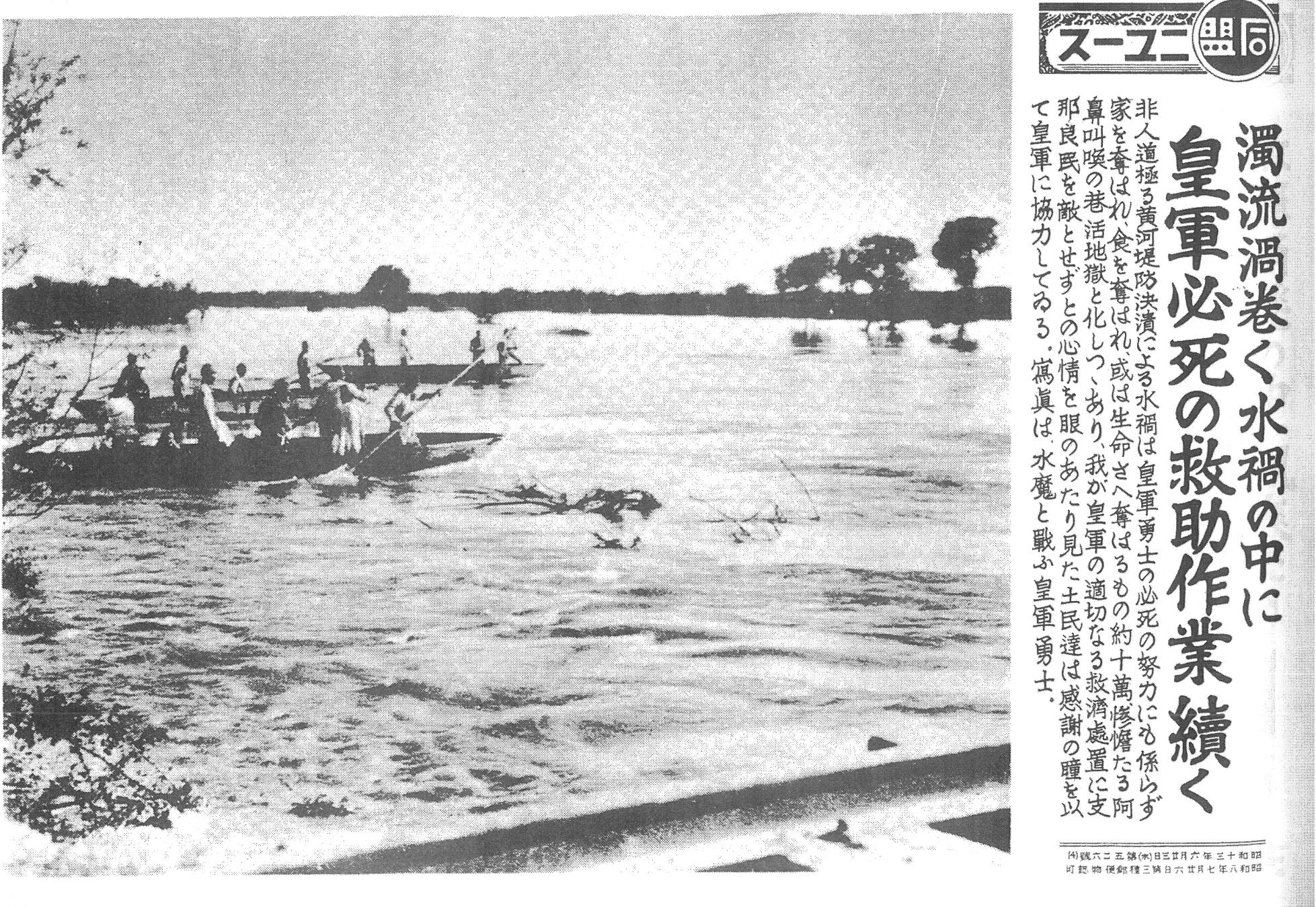
Japanse soldaten redden Chinese boeren uit overstroomde gebieden

De overstroming van de Gele Rivier van 1938 was een overstroming die werd veroorzaakt door de Chinese nationalistische regering tijdens de vroege fase van de Tweede Chinees-Japanse Oorlog, in een poging de snelle opmars van Japanse troepen te stoppen. De overstroming is een voorbeeld van de militaire tactiek van de verschroeide aarde.

## Strategische beslissing en daaropvolgende overstroming
Na het begin van de Tweede Chinees-Japanse Oorlog in 1937 bereikte het Japans Keizerlijk Leger snel het centrum van het Chinees grondgebied. In juni 1938 hadden de Japanners de controle over heel Noord-China. Op 6 juni veroverden ze Kaifeng, de hoofdstad van Henan, en dreigden ze Zhengzhou in te nemen. Japans succes hier zou de grote stad Wuhan direct in gevaar brengen.
Om een verdere Japanse opmars naar West- en Zuid-China te stoppen werd er door de Chinese nationalistische regering besloten de dijken rond de Gele Rivier bij Zhengzhou te doorbreken. Het oorspronkelijke plan was om de dijk van Zhaokou te vernietigen, maar nadat twee pogingen daartoe faalden werden de dijken van Huayuankou, aan de zuidelijke oever van de Gele Rivier, op 9 juni vernietigd. Water stroomde direct de gebieden Henan, Anhui en Jiangsu in. 
De overstromingen vernietigden duizenden vierkante kilometers landbouwgrond en verschoven de loop van de Gele Rivier honderden kilometers naar het zuiden. Duizenden dorpen kwamen onder water te staan en miljoenen dorpelingen werden uit hun huizen verdreven. Een onbekend aantal Japanse soldaten kwam om door de overstroming. Een officiële – door de Kwomintang geleide – naoorlogse commissie schatte het totaal aantal slachtoffers door de overstroming op 800.000. 
Na de overstroming was de Gele Rivier bij Huayuankou omgeleid van zijn eerdere loop en mondde uit in de Jialu-rivier in het district Zhongmu. Het nieuwe verloop leidde de Gele Rivier richting de Shaying-rivier bij de stad Zhoujiakou (tegenwoordig Zhoukou) en het water kwam samen bij de Huai He-rivier. Deze kleinere rivieren konden zulke grote hoeveelheden water niet verwerken en de overstroming die volgde veroorzaakte wijdverbreide vernietiging in het stroomgebied. Volgens een naoorlogs rapport werd tweeëndertig procent van het land en vijfenveertig procent van de dorpen in twintig getroffen provincies overspoeld.